# Holothrix unifolia
Holothrix unifolia är en orkidéart som beskrevs av Heinrich Gustav Reichenbach. Holothrix unifolia ingår i släktet Holothrix och familjen orkidéer. Inga underarter finns listade i Catalogue of Life.